# A Filha (2015)
The Daughter (bra/prt: A Filha) é um filme australiano de 2015, do gênero drama, escrito e dirigido por Simon Stone, com roteiro baseado na peça teatral O Pato Selvagem, de Henrik Ibsen.

## Sinopse
Para presenciar o casamento de seu pai, Christian volta para a sua cidade natal, após anos de afastamento, e uma série de eventos o leva a desvendar segredos enterrados do passado, o que inevitavelmente causará sofrimento.